# Mareka
Mareka est un woreda de la zone Dawro de la région Éthiopie du Sud-Ouest. Issu d'une subdivision du woreda Mareka Gena, ce district a 126 022 habitants en 2007.
La ville de Tarcha ainsi que Tarcha Zuria et Mari Mansa s'en détachent récemment.

## Géographie
Situé au centre-nord de la zone Dawro, le district est desservi par la route Sodo-Chida. Son chef-lieu, Waka (en) ou Wacca, se trouve environ 170 km à l'est de la capitale régionale Bonga. 
Tarcha n'est qu'à une quinzaine de kilomètres au nord de Waka mais les deux villes sont séparées par un dénivelé significatif,
Waka étant à 2 300 m d'altitude et
Tarcha à moins de 1 300 m d'altitude.
L'aéroport de Wacca (en) se trouverait quelques kilomètres au nord de Tarcha[à vérifier].
| Tocha |        | Gena Bosa |
|       | Mareka |           |
| Isara |        | Loma      |

## Histoire
L'ancien woreda Mareka Gena (ou Marekana Gena) appartient en 1994 à la zone Semien Omo de la région des nations, nationalités et peuples du Sud, il a alors 87 786 habitants et s'étend jusqu'au confluent de la rivière Gojeb et de l'Omo[réf. souhaitée].
Son territoire est partagé entre les woredas Gena Bosa et Mareka et passe dans la zone Dawro probablement en 2000[réf. souhaitée].
Comme toute la zone Dawro, Mareka passe de la région des nations, nationalités et peuples du Sud à la région Éthiopie du Sud-Ouest en 2021. C'est à cette occasion ou peu après que la partie ouest du district se détache sous les noms de « Mari Mansa » au sud-ouest et de « Tarcha Zuria » au nord-ouest, la ville de Tarcha formant d'autre part un district urbain enclavé dans Tarcha Zuria,.

## Démographie
D'après le recensement national réalisé par l'Agence centrale de la statistique (Éthiopie), Mareka compte 126 022 habitants en 2007 et 15 % de la population est urbaine. La majorité des habitants (62 %) sont protestants, 27 % sont orthodoxes, 6 % sont catholiques et 5 % sont de religions traditionnelles africaines. La population urbaine se partage entre 9 908 habitants à Waka et 9 080 habitants à Tarcha.
En 2022, la population est estimée sur le même périmètre à 190 009 personnes avec une densité de population de 407 personnes par km2 et 467 km2 de superficie,.
Entre-temps cependant, au début des années 2020, le détachement de Mari Mansa, Tarcha Zuria et Tarcha a réduit le district à 183 km2 de superficie,.